# 卡登·洛伊德超輕型戰車
卡登·洛伊德超輕型戰車（Carden Loyd Tankette）是英國在间战期，於1927年由卡登·洛伊德公司推出的豆戰車，其中最成功的型號為MK Ⅵ，這是一輛經典設計的輕型戰車，其生產許可證出售給波蘭，捷克斯洛伐克，蘇聯，義大利等國，並成為該國戰車設計的基礎。1932年，苏联曾购买了20辆马克5型坦克，并改名为K25，后在此基础上改进为T-27。

## 在中国使用历史
1929年中華民國財政部稅警總團購入18輛，撥交給陸軍教導第一師由騎兵團機槍排接收，後改編成立戰車隊（連級）。但裝備狀況不佳，缺乏零備件補保維護，1930年時蔣中正還特舉為例電令宋子文注意訂購軍火武器時，應增購零附備件。之後1932年戰車隊獨立出來撥交給交通兵第二團，1934年該隊擴編為戰車營，第三連仍操作考登勞爾特小戰車。1937年第三連接收一號戰車，此車轉為備役，狀況不明，僅知1938年陸軍機械化學校成立時的裝備中，提到的一噸半唐克車一輛即為此車。